# Pic de Serrère
Le pic de Serrère (pic de la Serrera en catalan) est l'un des plus hauts sommets d'Andorre, culminant à une altitude de 2 912 ou 2 913 mètres,, sur la frontière avec la France.

## Toponymie
Pic a le même sens en catalan qu'en français et désigne un sommet pointu par opposition aux tossa et bony fréquemment retrouvés dans la toponymie andorrane et qui correspondent à des sommets plus « arrondis ». Serrera provient du latin serra (« chaîne de montagnes »).

## Géographie

### Localisation
Le pic de Serrère est situé à la limite entre les paroisses d'Ordino et de Canillo, constituant de plus la limite nord-est du parc naturel de Sorteny. Il se trouve également sur la frontière franco-andorrane (commune d'Aston, Ariège) entre le pic de la Coume de Seignac (2 856 m) à l'est et le pic du Sal (2 740 m) à l'ouest.
Le pic de Serrère surplombe l'estany dels Meners de la Coma situé juste à l'est au fond de la vallée de Ransol. Une ligne de crête se prolonge depuis le pic vers le sud et les pics de la Cabaneta et de l'Estanyó.

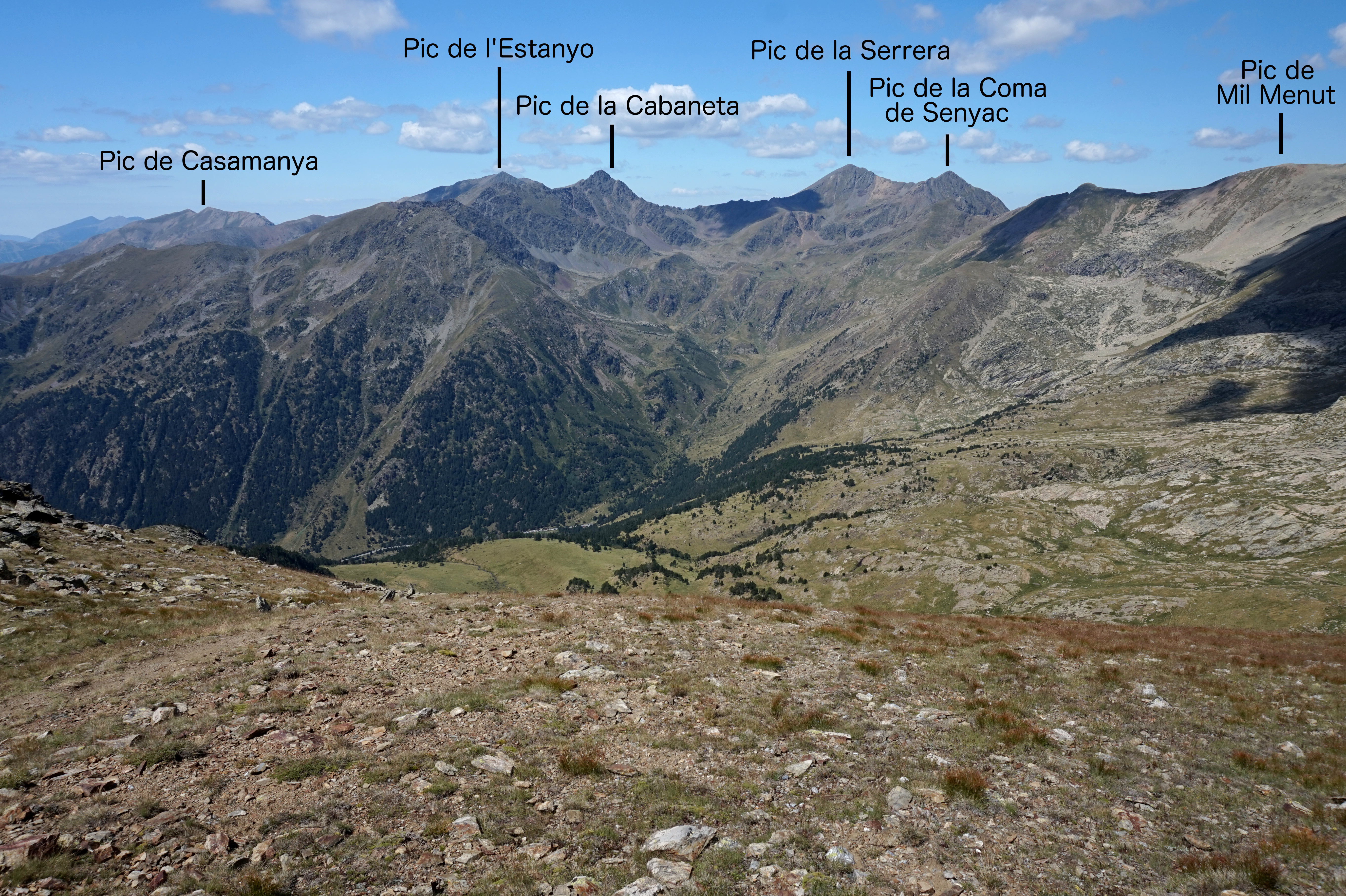
Vue du pic de Serrère dominant le fond de la vallée de Ransol.
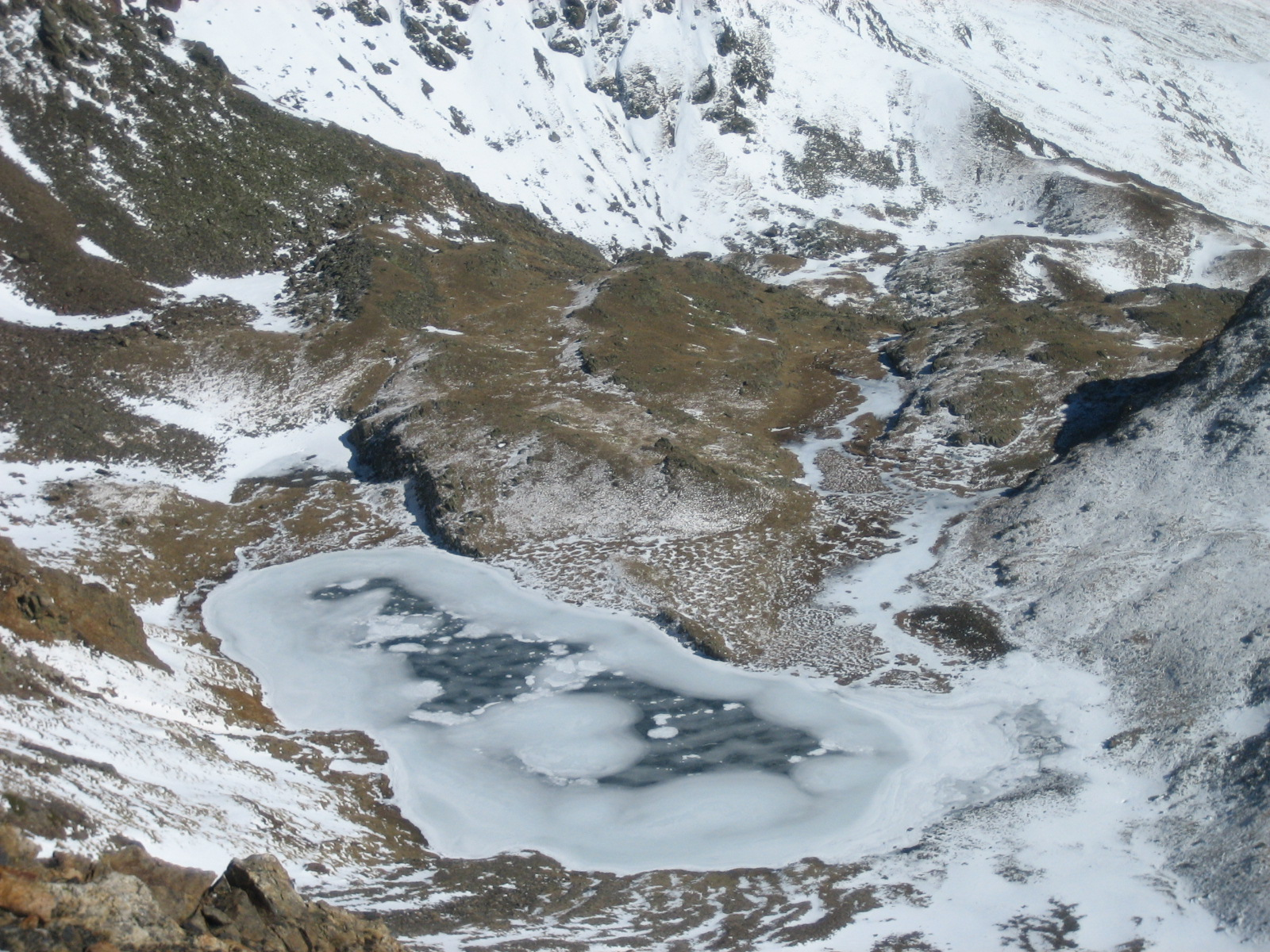
L'estany dels Meners de la Coma.

### Topographie
Son altitude de 2 912 ou 2 913 m en fait le cinquième sommet le plus élevé de l'Andorre. Sa hauteur de culminance est de 237 m calculée par rapport au Coll de la Mina et au pic de l'Estanyó (2 915 m). Ce dernier, tout proche, se situe à 2 km au sud.

### Géologie
Le pic de Serrère est situé sur la chaîne axiale primaire des Pyrénées,.  Plus précisément il se situe dans un prolongement du dôme anticlinal de Pallaresa, une structure formée au cours de la phase d'orogenèse varisque, et composée des roches datant du cambro-ordovicien,,. Celles-ci, de nature schisteuse (micaschiste), ont été davantage marquées par le métamorphisme que celles des pics voisin de l'Estanyó et de la Cabaneta,. Le versant sud du pic (Collada dels Meners) abrite des gisements de minerai de fer,.
Les glaciations quaternaires ont modelé le relief du pic et sont à l'origine de la formation de cirques glaciaires (notamment à l'ouest vers le parc naturel de Sorteny) , dans lesquels des dépôts glaciaires et des colluvions se sont accumulés et dont le recoupement fait du pic de Serrère un horn,. 
| \| Pic de Serrère \|                                             |                                                                                       |
| Position du pic de Serrère sur la carte géologique de l'Andorre. | Carte géologique de la zone axiale des Pyrénées avec le dôme anticlinal de Pallaresa. |
| Pic de Serrère                                                   |                                                                                       |

### Climat
| Mois                              | jan. | fév. | mars | avril | mai   | juin  | jui. | août  | sep.  | oct.  | nov.  | déc.  | année   |
| --------------------------------- | ---- | ---- | ---- | ----- | ----- | ----- | ---- | ----- | ----- | ----- | ----- | ----- | ------- |
| Température minimale moyenne (°C) | −6,1 | −7   | −5,7 | −4,4  | −1,1  | 2,1   | 4,5  | 4,4   | 2,4   | 0,3   | −3,1  | −4,9  | −1,4    |
| Température moyenne (°C)          | −5   | −5,2 | −4,2 | −3,2  | 2,2   | 6,1   | 9,4  | 9,2   | 6,4   | 3,2   | −2    | −3,8  | 0,5     |
| Température maximale moyenne (°C) | −4,3 | −4,4 | −2,9 | −2,4  | 2     | 10,3  | 10,9 | 10    | 7,3   | 4,1   | −1    | −2,7  | 1,7     |
| Précipitations (mm)               | 91   | 48,8 | 65,1 | 111,1 | 136,6 | 128,2 | 98,5 | 108,6 | 109,2 | 114,6 | 132,9 | 106,3 | 1 250,8 |

### Faune et flore
La végétation est rare à proximité du sommet en raison de la présence de nombreux éboulis. Plus bas, se développent des pelouses acidophiles de haute montagne à Festuca airoides et Festuca yvesii.

## Histoire
La première ascension du pic n'est pas connue avec certitude. Le géologue suisse Jean de Charpentier a en tout cas arpenté les pentes du pic de Serrère (ainsi que des pics voisins de Fontargente et du port de Siguer) puisqu'il en rapporte la composition rocheuse dans son ouvrage Essai de la constitution géognostique des Pyrénées et il est possible qu'il en ait gravi le sommet.

### Exploitation du minerai de fer
Du fait de la présence de minerai de fer au sud du pic de Serrère (Collada dels Meners),, les sentiers menant à ce dernier ont été très fréquentés du XVIIe siècle au XIXe siècle, période durant laquelle le gisement était exploité,. Le minerai extrait était ensuite traité dans des forges à la catalane dans les vallées andorranes,.

## Activités

### Protection environnementale

Carte des espaces naturels protégés d'Andorre.

Le versant occidental du pic de Serrère bénéficie d'un statut de zone protégée de par son appartenance au parc naturel de Sorteny. Celui-ci, fondé le 23 juin 1999, a également obtenu le statut de réserve de chasse en 2010 et de site Ramsar le 23 juillet 2012.

### Voies d'accès et randonnées

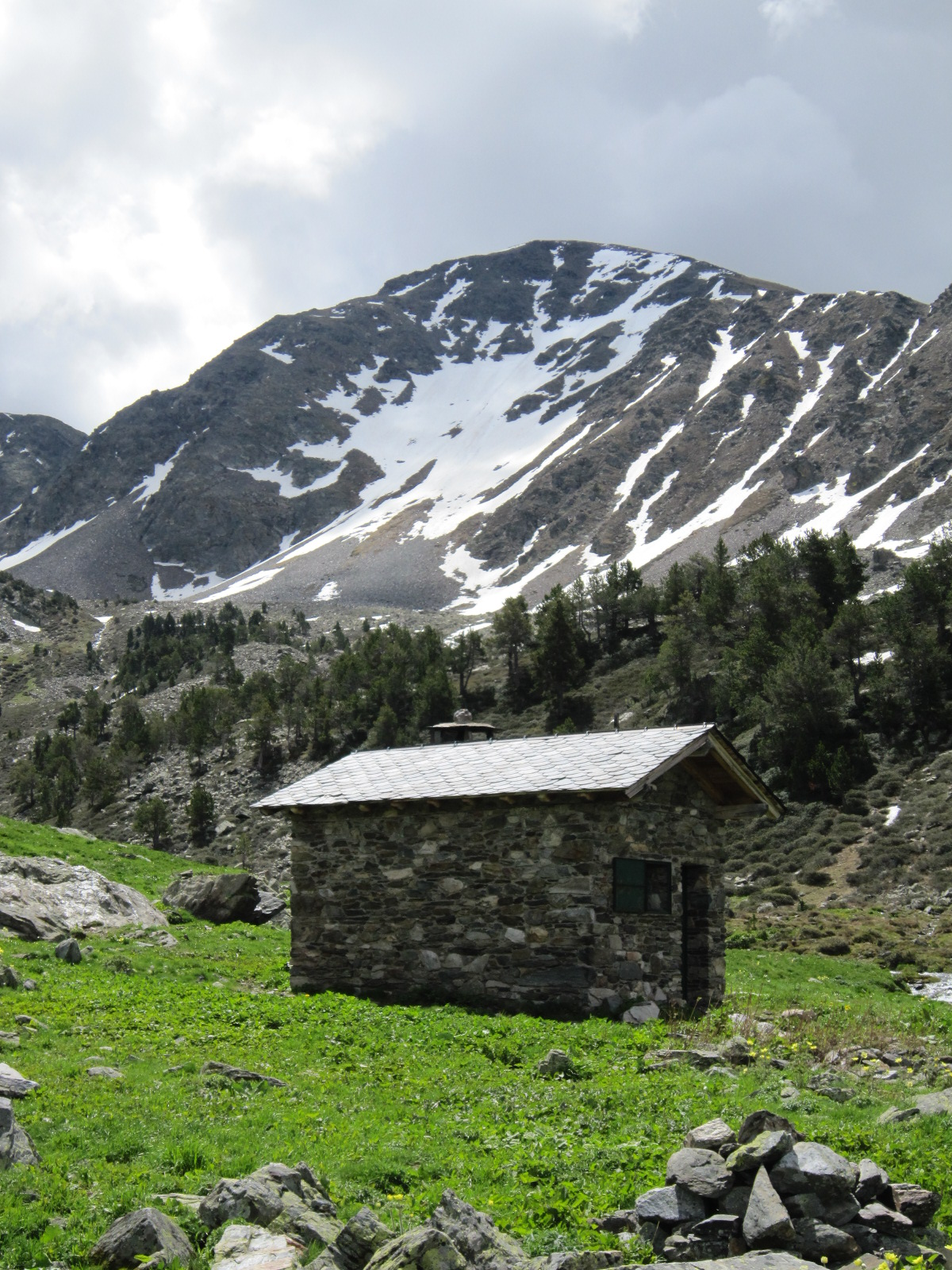
Cabane refuge de la Serrera en Andorre, juste devant le pic de Serrère.

Seuls les itinéraires de randonnée permettent d'atteindre le sommet. Côté andorran, l'accès se fait depuis El Serrat par le parc naturel de Sorteny (via la cabane de la Serrera) ou bien depuis Ransol. Ces deux itinéraires empruntent chacun dans un sens différent le trajet de la Haute randonnée pyrénéenne (commun avec celui du GRP), se rejoignent à la Collada dels Meners (2 738 m) avant de se poursuivre jusqu'au sommet. Ce dernier est marqué par un cairn imposant visible des autres sommets environnants. Le pic de la Serrère offre un point de vue sur les autres sommets andorrans et notamment le pic de Coma Pedrosa, mais également sur le massif de la Maladeta ou encore la pique d'Estats (point culminant de la Catalogne et de l'Ariège).
Dans cette partie de la chaîne andorrane, les crêtes sont souvent assez douces pour permettre d'enchaîner les sommets et de constituer des boucles itinérantes.
Depuis 2017, une sculpture métallique haute de 1,40 m représentant un estripagecs en marque le sommet. Cette sculpture est une copie à taille réduite des estripagecs installés par l'artiste Pere Moles dans le parc naturel de Sorteny. Cinq sculptures identiques ornent d'autres sommets emblématiques de la paroisse d'Ordino : pic de Casamanya, pic de Cataperdís, pic de l'Estanyó, pic de Font Blanca, pic de Tristagne.